# 東艾利嘉 (喬治亞州)
東艾利嘉（英語：East Ellijay）是一個位於美國喬治亞州吉爾默縣的城市。

## 地理
東艾利嘉的座標為34°41′05″N 84°28′21″W / 34.68472°N 84.47250°W，而該地的平均海拔高度為388米（即1273英尺）。

## 人口
根據2010年美國人口普查的數據，東艾利嘉的面積為8.80平方千米，當中陸地面積為8.80平方千米，而水域面積為0.00平方千米。當地共有人口546人，而人口密度為每平方千米62.05人。